# Petre Antonescu
Petre Antonescu, romunski general, * 1891, † 1957.